# Konstantin von Buttlar
Konstantin von Buttlar (* 29. September 1679 in Fulda; † 13. März 1726 in Eichenzell bei Fulda), geboren als Friedrich Otto von Buttlar, war von 1714 bis 1726 Fürstabt von Fulda.

## Leben
Konstantin von Buttlar trug ursprünglich die Vornamen Friedrich Otto. Er war ein Sohn des Johann Christoph von Buttlar, Generalwachtmeister der Reichstruppen im Oberrheinischen Kreis, und dessen Gattin Maria Renata geb. von Freyberg.
Er war der Amtsnachfolger des Fürstabts Adalbert von Schleifras und wurde 1715, nach Auseinandersetzungen um dessen Nachfolge, als Kompromisskandidat im dritten Wahlgang gewählt. Seine Regierungszeit war durch Machtkämpfe mit dem Stiftskapitel geprägt.
Buttlar führte die von seinem Vorgänger begonnenen Bauten am Fuldaer Stadtschloss und am Schloss Bieberstein zu Ende. Er kaufte 1716 dem Mainzer Erzbischof Lothar Franz von Schönborn das Schloss Johannisberg im Rheingau für 75.392 Gulden ab, ließ das Gebäude abreißen und dort ein dreiflügeliges Schlossgebäude als Sommerresidenz errichten mit einem großen Kellergewölbe für den Rebensaft.
Konstantin von Buttlar starb im Jahre 1726 an einem Schlaganfall in einer seiner Sommerresidenzen, dem Schlösschen zu Eichenzell.

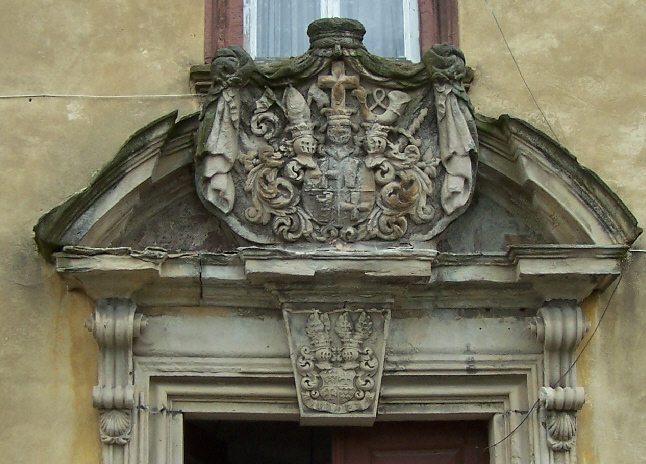
Die Wappen von Konstantin von Buttlar (oben) und Freiherr von Dalberg (unten) am Hauptportal der Propstei Zella (Rhön)
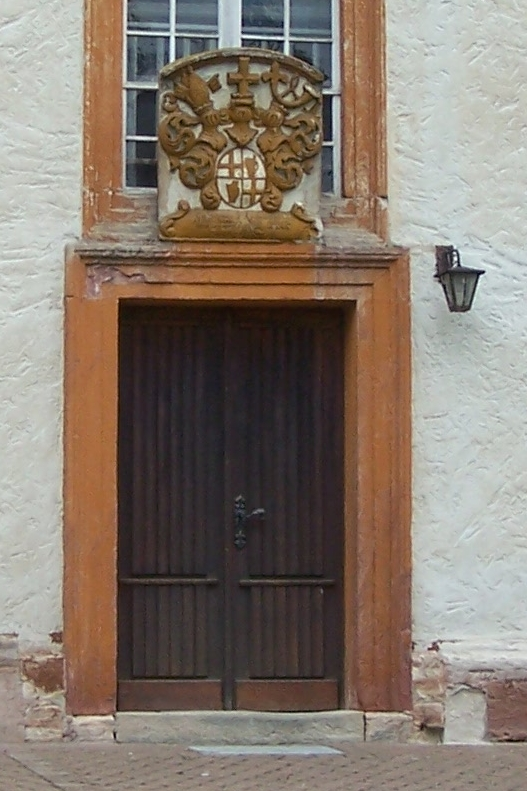
Wappen an der ev. Erlöserkirche zu Empfertshausen
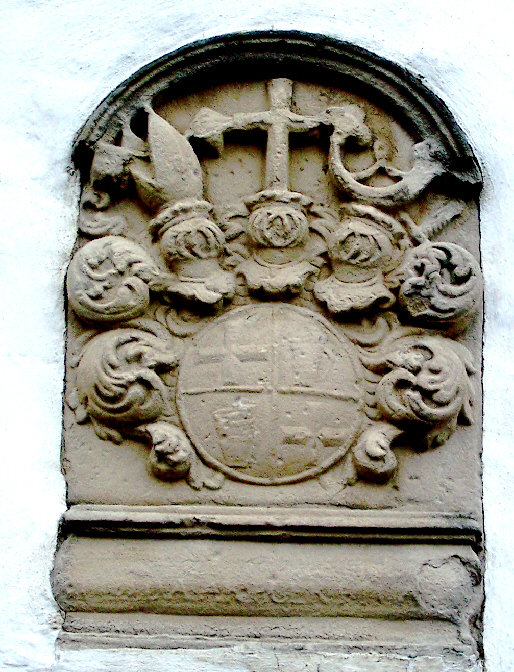
Wappen an der Kirche zu Neidhartshausen
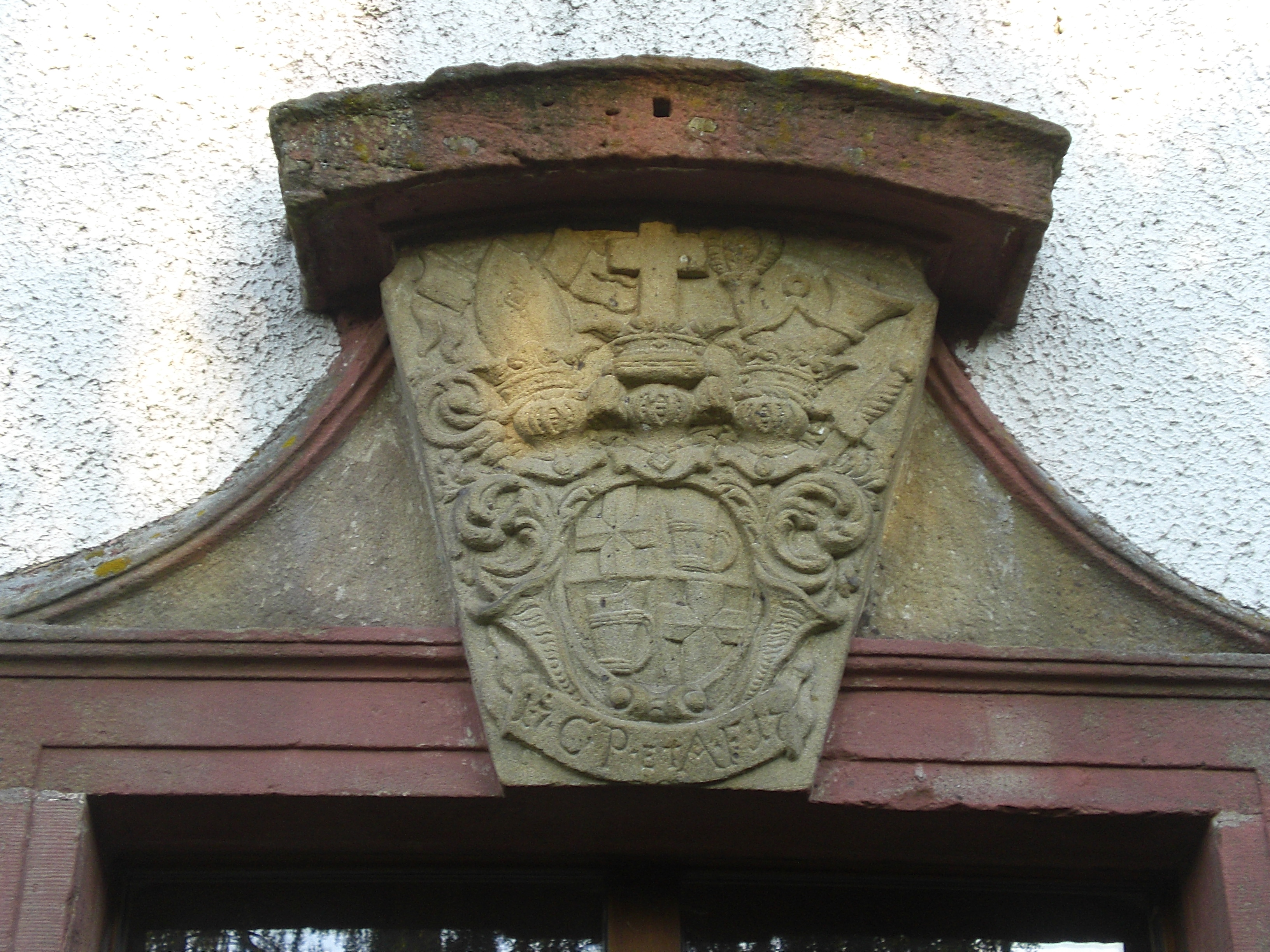
Wappenstein über dem Eingang Jagdschloss Giesel von 1717